# Лаланд, Жозеф Жером Лефрансуа де
Жозеф Жером Лефрансуа де Лала́нд (фр. Joseph Jérôme Lefrançois de Lalande; 11 июля 1732, Бург-ан-Бресс, Франция — 4 апреля 1807, Париж, Франция) — французский астроном и математик.

## Биография
Родился 11 июля 1732 года в Бург-ан-Брессе, недалеко от Лиона. В 1748 году окончил Лионский коллеж, затем изучал право в Парижском университете. В Коллеж де Франс слушал лекции по астрономии, математике и физике Ж. Н. Делиля, которые вместе наблюдениями сначала яркой кометы 1744 года, а затем полного солнечного затмения 1748 года.
В 1752 году Лаланд в составе экспедиции французской академии наук, задачей которой было уточнение расстояния между Землёй и Луной, был послан в Берлин. Проведение одновременных наблюдений Лакайля на мысе Доброй Надежды позволило уточнить лунный параллакс с учётом несферичности Земли. Успешное выполнение задачи принесло Лаланду, прежде чем ему исполнился двадцать один год, членство Берлинской Академии наук, а также его избрание адъюнкт-астрономом Французской академии наук.
Вернувшись в Париж, он продолжил работу по определению расстояний в Солнечной системе, работая в Парижской обсерватории. Во время прохождения Венеры перед Солнцем в 1761 и 1769 годах он обобщил результаты наблюдений астрономов со всего мира и рассчитал расстояние от Солнца до Земли, которое долгое время было «стандартным» значением, близким к современным данным. Совместно с А. К. Клеро и Н. Р. Лепот он вычислил с учётом возмущений точное время первого предсказанного возвращения кометы Галлея в 1759 году.
В 1761 году Лаланд сменил Делиля в Коллеж де Франс и преподавал там 46 лет. С 1795 по 1800 год он был директором Парижской обсерватории.
Став затем профессором математики в École militaire, Лаланд усердно занимался астрономическими работами, которые не прерывал даже в бурную эпоху революции; именно в это время, в конце XVIII века, им были проведены наблюдения 50 тысяч звёзд, помещённых в каталог, известный под заглавием «Французская небесная история» (фр. «Histoire céleste française»). В этих наблюдениях помощниками Лаланда были его племянник Мишель Лаланд со своей женой Мари де Лаланд.
Помимо многочисленных мемуаров (до полутора сотен) по отдельным вопросам астрономии, Лаланд оставил такие капитальные работы, как: «Астрономия» — трёхтомный трактат по астрономии, выдержавший в Париже три издания (1764, 1781 и 1792), переведённый на многие европейские языки и не утративший своего значения вплоть до начала XX века; «Библиография по астрономии» (фр. «Bibliographie astronomique», 1803), бывшая продолжительное время справочной книгой каждого астронома.
Кроме того, Лаланд переиздал «Историю математики» Жана Этьена Монтукля, причём последние два тома составил сам, в течение 25 лет (1775—1800) издавал «Connaissance des temps», известные эфемериды, в которые ввёл много улучшений (например, ввёл печатание лунных расстояний для определений долгот на море), и прочее. Наконец, его пятизначные «Логарифмические таблицы» до начала XX века перепечатывались во многих изданиях.
В Бюро долгот более 30 лет он был редактором французского астрономического ежегодника и улучшил астрономические таблицы для него.
В 1792 году Лаланд издал трактат Пьера Бугера по навигации, дополнив его примечаниями.
В числе его учеников были Деламбр, Джузеппе Пьяцци, Пьер Мешен, Луиза дю Пьерри, его племянник Мишель Лаланд с женой.
Лаланд был масоном; в 1766 году вместе с Гельвецием основал в Париже ложу «Наука», а в 1776 году изменила название на «Девять сестёр». Она стала самой одной из самых известных лож в Великом востоке Франции.
За несколько лет до своей смерти, в 1801 году, он сделал пожертвование, чтобы у Академии наук были средства для ежегодного распределения премии «человеку, который сделал наиболее любопытное наблюдение или написал наиболее полезную работу для развития астрономии во Франции или где-либо ещё».
Умер 4 апреля 1807 года. В 1909 году в Бур-ан-Брессе был открыт памятник, воздвигнутый в его честь.
В 1847 году, уже после открытия Нептуна (в 1846 году) и расчёта характеристик его орбиты, американский астроном Сирс Уолкер из Военно-морской обсерватории США, исследуя архивные записи, обнаружил, что 8 и 10 мая 1795 года Лаландом наблюдалась звезда, находившаяся в том самом месте, где тогда должен был находиться Нептун.

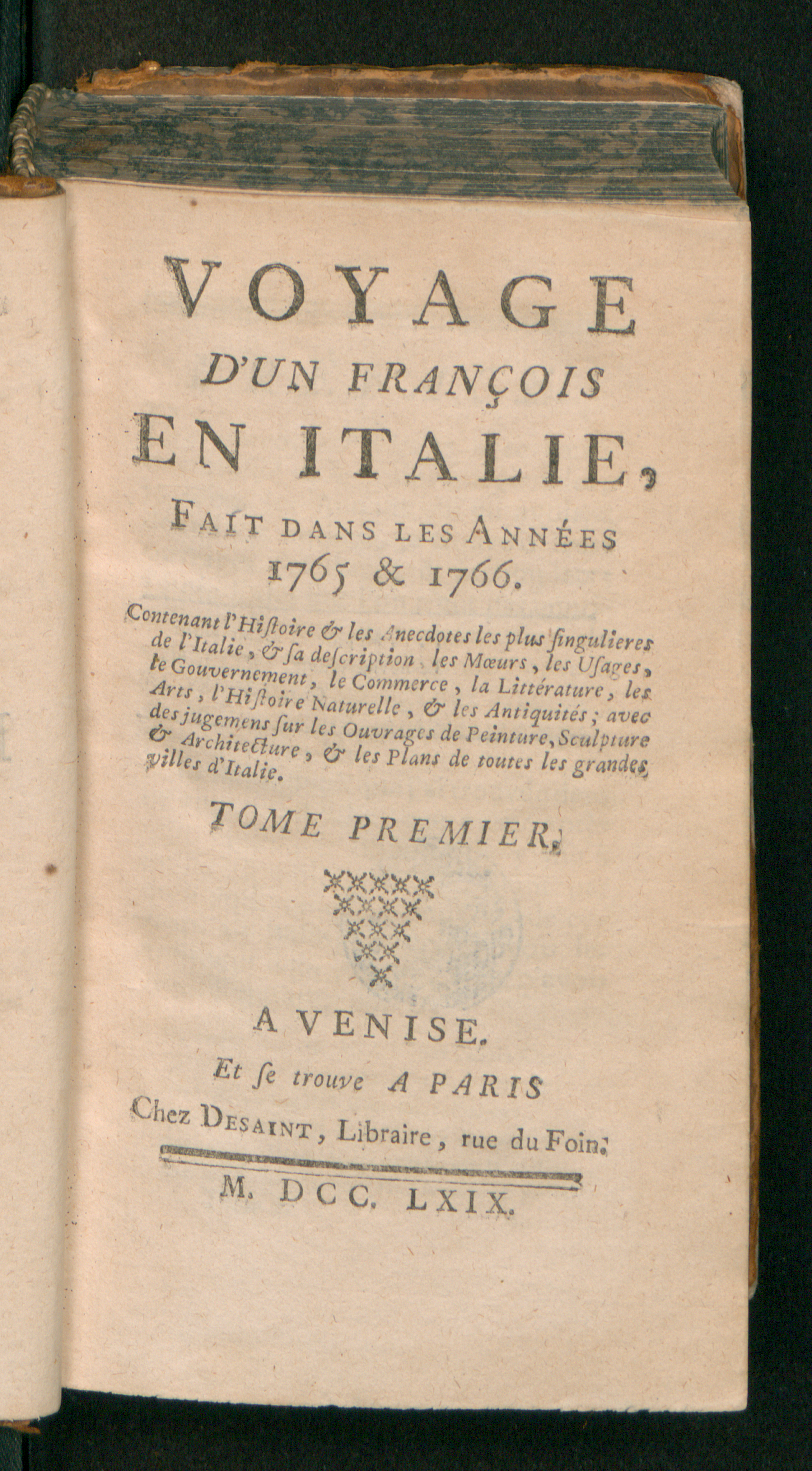
Voyage d’un françois en Italie, fait dans les années 1765 et 1766. Tome premier, 1769

## Награды
- Член многих научных обществ и академий, в том числе:
  - Французской академии наук (1753, adjoint astronome)[7]
  - Лондонского королевского общества (1763)[8]
  - иностранный член Берлинской академии наук (1751)[9]
  - иностранный почётный член Петербургской Академии наук (1764)[10]
- Именем Лаланда названа звезда «Лаланд 21185» (красный карлик в созвездии Большой Медведицы) и две планеты на её орбите: «Лаланд 21185 b» и «Лаланд 21185 c»
- В 1935 г. Международный астрономический союз присвоил имя Лаланда кратеру на видимой стороне Луны.
- С 1802 года Французская Академия наук вручает премию Лаланда в области астрономии.
- Его имя внесено в список величайших учёных Франции, помещённый на первом этаже Эйфелевой башни.